# Joakim Nilsson (ur. 1966)
Joakim Nilsson (ur. 31 marca 1966 w Landskronie) – szwedzki piłkarz grający na pozycji lewego pomocnika.

## Kariera klubowa
Karierę piłkarską Nilsson rozpoczął w klubie Landskrona BoIS. W 1986 roku zadebiutował w jej barwach w drugiej lidze i grał tam do 1987 roku. W 1988 roku został zawodnikiem Malmö FF, ówczesnego wicemistrza Szwecji. W tym samym roku sięgnął z Malmö po mistrzostwo kraju, a w 1989 roku został wicemistrzem oraz zdobył Puchar Szwecji. Latem 1990 roku Nilsson wyjechał ze Szwecji do Hiszpanii i grał w tamtejszym Sportingu Gijón. Piłkarzem Sportingu był do 1993 roku i wtedy też wrócił do Szwecji. Do 1995 roku występował w Landskronie i zakończył piłkarską karierę z powodu kontuzji. Liczył sobie wówczas 29 lat.

## Kariera reprezentacyjna
W reprezentacji Szwecji Nilsson zadebiutował w 31 sierpnia 1988 roku w przegranym 0:1 towarzyskim meczu z Danią. W 1990 roku został powołany przez selekcjonera Ollego Nordina do kadry na Mistrzostwa Świata we Włoszech. Tam wystąpił we trzech spotkaniach grupowych: przegranych po 1:2 z Brazylią, ze Szkocją oraz z Kostaryką. W 1992 roku zajął ze Szwecją 3. miejsce na Euro 92. Jego dorobek na tym turnieju to jeden mecz, półfinałowy z Niemcami (2:3). W drużynie „Trzech Koron” grał do 1992 roku. Łącznie rozegrał w niej 27 meczów i zdobył jednego gola. W 1988 roku był członkiem olimpijskiej drużyny na Igrzyska Olimpijskie w Seulu.